# Postmaster
Postmaster är en e-postadress som skall finnas i varje domän som tar emot e-post på Internet. Detta garanterar att man alltid kan nå någon vid en organisation, framförallt för att reda upp problem relaterade till e-post, till exempel fel i serverns inställningar, men också till exempel för att få adressen till enskilda personer knutna till organisationen.
E-postadressen postmaster@example.com skall fungera för varje domän, då domännamnet example.com byts mot det egentliga domännamnet, oberoende av versaliseringen av postmaster. Adressen bör i allmänhet användas bara som en sista utväg då specialiserade adresser, såsom info@example.com, webmaster@example.com eller abuse@example.com inte fungerar. Det förekommer också illa administrerade domäner där postmasteradressen inte läses.